# The Law and Jake Wade
The Law And Jake Wade (Brasil: Duelo Na Cidade Fantasma ) é um filme estadunidense, de 1958, do gênero faroeste, dirigido por John Sturges, roteirizado por William Bowers, baseado no livro de Marvin Albert.

## Sinopse
Bandoleiro é salvo da prisão, por um ex-companheiro, agora um respeitado xerife, e o sequestra com sua noiva, levando-os em uma jornada por território indigena, em busca de uma fortuna, enterrada, em uma cidade abandonada.

## Elenco
- Robert Taylor ....... Jake Wade
- Richard Widmark ....... Clint Hollister
- Patricia Owens ....... Peggy
- Robert Middleton ....... Ortero
- Henry Silva ....... Rennie
- DeForest Kelley ……. Wexler (como De Forest Kelley)
- Burt Douglas ....... tenente
- Eddie Firestone ....... Burke